# Lasioglossum zamelanum
Lasioglossum zamelanum is een vliesvleugelig insect uit de familie Halictidae. De wetenschappelijke naam van de soort is voor het eerst geldig gepubliceerd in 1930 door Cockerell.